# South West Khasi Hills
Der Distrikt South West Khasi Hills ist ein Distrikt im indischen Bundesstaat Meghalaya. Verwaltungssitz ist der Ort Mawkyrwat (1666 Einwohner).

## Geografie
Der Distrikt South West Khasi Hills liegt im Süden Meghalayas an der Grenze zu Bangladesch. Die Fläche des Distrikts beträgt 1341 Quadratkilometer. Nachbardistrikte sind die Distrikte West Khasi Hills im Norden, East Khasi Hills im Osten und South Garo Hills im Westen. Im Süden grenzt der Distrikt an Indiens Nachbarstaat Bangladesch.

## Geschichte
Der Distrikt entstand am 3. August 2012 bei der Teilung des damaligen Distrikts West Khasi Hills. Die C.D. Blocks Mawkyrwat (alle Gemeinden; 54.462 Einwohner) und Ranikor (alle Gemeinden; 41.218 Einwohner) und 18 Gemeinden des C.D. Blocks Nongstoin (mit 3491 der 81.840 Einwohnern des C.D. Blocks) bildeten den neuen Distrikt South West Khasi Hills.

## Bevölkerung
Nach der Volkszählung 2011 hat der Distrikt South West Khasi Hills 99.171 Einwohner. Bei 74 Einwohnern pro Quadratkilometer ist der Distrikt eher dünn besiedelt. Alle Bewohner wohnten in Landgemeinden.
Der Distrikt South West Khasi Hills ist mehrheitlich von Angehörigen der „Stammesbevölkerung“ (scheduled tribes) besiedelt. Zu ihnen gehörten (2011) 94.745 Personen (95,54 Prozent der Distriktsbevölkerung). Zu den Dalit (scheduled castes) gehörten 2011 nur 115 Menschen (0,12 Prozent der Distriktsbevölkerung).

### Bevölkerung des Distrikts nach Geschlecht
Von den 99.171 Bewohnern waren 50.335 (50,76 Prozent) männlichen und 48.836 weiblichen Geschlechts. Dies ist typisch für Indien, wo gewöhnlich ein deutliches Mehr an Männern vorherrscht.

### Bevölkerung des Distrikts nach Sprachen
Eine relative Mehrheit der Gesamtbevölkerung des Distrikts South West Khasi Hills dürfte verschiedene Khasi-Sprachen wie Khasi, War und Pnar/Synteng sprechen. Die Gesamtzahl der Sprecher von Khasi-Sprachen liegt bei mindestens 37.000 Personen. Auch das im westlichen Teil von Meghalaya dominierende Garo ist stark vertreten (mindestens 17.000 Menschen). Eine genaue Aussage ist allerdings schwierig, da im gesamten heutigen Distrikt mehr als 38.000 Personen unter der Rubrik others aufgelistet sind. Die Angaben der Volkszählung 2001 zeigen eine starke Präsenz der Sprache Maram. Diese wird von Linguisten teilweise als Khasi-Sprache, teils als eigenständige Sprache angesehen. Damals gaben insgesamt 33.470 Menschen in den C.D. Blocks Mawkyrwat und Ranikor diese Sprache als ihre Muttersprache an. Bei der Volkszählung 2011 wurde diese Sprache nicht mehr aufgelistet.

### Bevölkerung des Distrikts nach Bekenntnissen
In den letzten 100 Jahren ist fast die gesamte einheimische Bevölkerung zum Christentum übergetreten. Mehr als 92 Prozent der Gesamtbevölkerung sind Christen. Hinzu kommen über 5000 Hindus. Fast alle Hindus leben im C.D. Block Ranikor. Alle anderen Religionen sind nur schwach vertreten.

## Bildung
Das Ziel der vollständigen Alphabetisierung ist noch weit entfernt. Von den 77.380 Personen in einem Alter von sieben Jahren und mehr können 58.099 (75,08 Prozent) lesen und schreiben. Für indische Verhältnisse ungewöhnlich ist der geringe Unterschied zwischen den Geschlechtern. Einen Überblick über die Verhältnisse gibt folgende Tabelle:
| Alphabetisierung im Distrikt South West Khasi Hills |                   |                   |
| Einheit                                             | Volkszählung 2011 | Volkszählung 2011 |
| Einheit                                             | Anzahl            | Anteil            |
| GESAMT                                              | 58.099            | 75,08 %           |
| Männer                                              | 30.205            | 76,93 %           |
| Frauen                                              | 27.894            | 73,18 %           |
| STADT GESAMT                                        | 0                 | –                 |
| Stadt-Männer                                        | 0                 | –                 |
| Stadt-Frauen                                        | 0                 | –                 |
| LAND GESAMT                                         | 58.099            | 75,08 %           |
| Land-Männer                                         | 30.205            | 76,93 %           |
| Land-Frauen                                         | 27.894            | 73,18 %           |
| Quelle: Ergebnis der Volkszählung 2011              |                   |                   |

## Verwaltung
Der Distrikt hat mit Mawkyrwat und Ranikor zwei Community Development Blocks (C.D. Blocks; Unterbezirke).